# 앤디 그로브

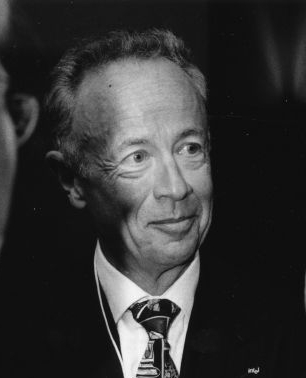
앤디 그로브(1997년)

앤드루 스티븐 "앤디" 그로브(영어: Andrew Stephen "Andy" Grove, 1936년 9월 2일 ~ 2016년 3월 21일)는 헝가리 출신의 미국의 기업인이자 공학자이다. 1987년부터 1998년까지 인텔의 CEO로 일하며 회사를 세계 최고의 반도체 기업으로 만들었다는 평가를 받는다.

## 저서
- Strategic Dynamics: Concepts and Cases, 2005년 (공저)
- Strategy Is Destiny: How Strategy-Making Shapes a Company's Future, 2001년 (공저)
- Swimming Across: A Memoir, 2001년
- 편집광만이 살아남는다(Only the Paranoid Survive), 1996년
- High Output Management, 1995년
- One on One With Andy Grove, 1988년
- Physics and Technology of Semiconductor Devices, 1967년